# Język waru
Język waru, także mopute (lub mapute) – język austronezyjski używany w prowincji Celebes Południowo-Wschodni w Indonezji. Według danych z 1999 roku mówi nim 350 osób.
Jego użytkownicy zamieszkują wieś Mopute na wyspie Sulawesi (kecamatan Asera, kabupaten Konawe Utara). Występują dwa dialekty: waru i lalomerui. Z dostępnych danych wynika, że jest bardzo bliski językowi tolaki, być może chodzi o jego odmianę. Jako dialekt tolaki klasyfikowali go niektórzy autorzy (N. Adriani i A.C. Kruyt, a później R. Salzner i J.N. Sneddon), ale nie odpowiada to identyfikacji samych użytkowników.
Jest zagrożony wymarciem, nie posługują się nim wszyscy przedstawiciele najmłodszego pokolenia. Znajduje się pod naciskiem zarówno języka indonezyjskiego, jak i innych dominujących lokalnie języków.